# Assedio di Nicea (1331)
L'assedio di Nicea fu combattuto fra bizantini e ottomani, tra il 1328 e il 1331; il risultato finale di questa battaglia fu la caduta di Nicea, la più importante città bizantina in Asia minore, cosa che favorì l'espansione ottomana in Asia minore.

## Premessa
Quando i bizantini nel 1261 riconquistarono Costantinopoli, essi concentrarono i loro sforzi militari, per ricostruire la potenza imperiale in Grecia, ancora occupata da principi francesi e dai veneziani. Questo portò a uno spostamento di massa di truppe dall'Asia minore ai Balcani, cosa che porterà alla catastrofe l'impero bizantino, in quanto esso non difenderà più con un numero adeguato di soldati l'Asia minore dagli assalti dei turchi. Oltretutto alla fine del XIII secolo i turchi ottomani fondarono il primo nucleo del loro stato proprio al confine con l'impero bizantino e la combattiva ferocia degli ottomani non poteva essere fermata dai pochi soldati bizantini rimasti.

## La battaglia
Dal 1326 i territori intorno a Nicea furono conquistati dagli ottomani; la prima città importante a cadere in mano agli ottomani fu Bursa, e questo destò grande preoccupazione tra i bizantini perché questa città si trovava molto vicino alla capitale. Nel 1328 Orhan I, figlio del sultano Osman I, iniziò ad assediare Nicea, ma la presa della città si rivelò più difficile del previsto, visto che ancora nel 1331 gli ottomani non erano riusciti a conquistarla. Comunque il morale della popolazione non era alto, in quanto l'imperatore Andronico III Paleologo, che aveva tentato di venire in soccorso degli assediati con un esercito, era stato sconfitto nel 1329 nella battaglia di Pelekanon e per questo aveva dovuto ritirarsi a Costantinopoli senza ottenere nulla; inoltre nel 1331 un altro esercito bizantino che aveva attaccato gli ottomani, con l'obbiettivo di far togliere l'assedio a Nicea fu sconfitto. Nicea cadde nello stesso anno e da quel momento non fu più la città maggiormente importante dell'impero bizantino in Asia minore, come lo era stata dal 395 fino ad allora.

## Eredità
Questa era la seconda volta che Nicea non era più parte dell'impero bizantino in tutta la sua storia, infatti era stata conquistata precedentemente dai turchi selgiuchidi nel 1077, ma riconquistata quasi subito, nel 1097, con l'aiuto dei crociati e grazie alla diplomazia di Alessio I Comneno. La città di Nicea era anche stata la capitale dell'impero di Nicea (continuazione dell'impero bizantino, che poi riassunse la corona imperiale bizantina con la riconquista di Costantinopoli nel 1261). Tra il 1204 e il 1261, a causa della caduta di Costantinopoli per mano crociata nel 1204 Nicea era stata la capitale dell'impero bizantino. Dopo la caduta di Nicea in breve tempo tutta l'Asia minore bizantina fu conquistata dagli ottomani, infatti Nicomedia cadde nel 1337, e subito dopo anche tutte le altre città, eccezion fatta per la città di Filadelfia che cadde nel 1390.